# Vä

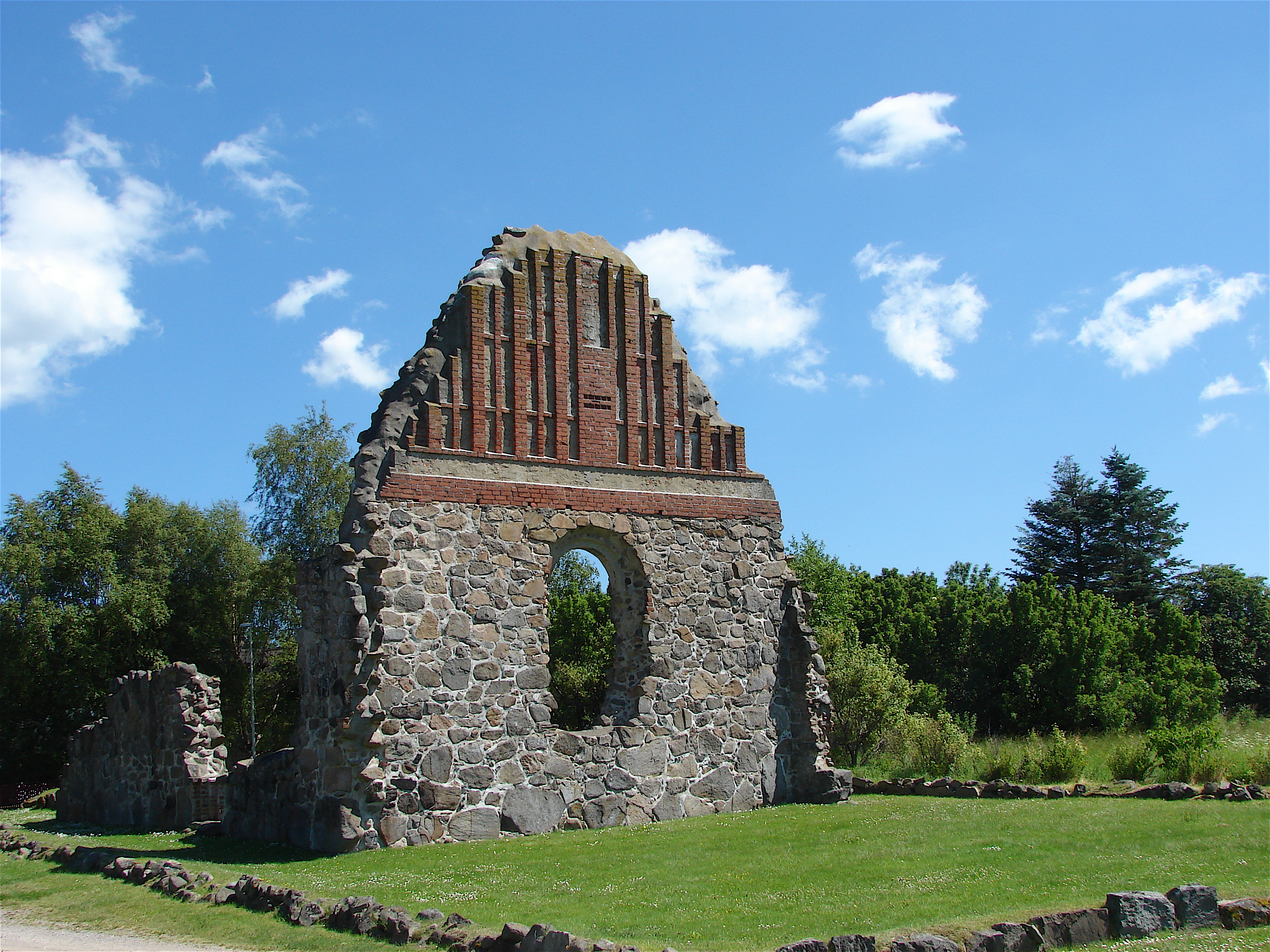
Sankta Gertruds klosterkyrkoruin i Vä.

Vä är den sydvästligaste delen av tätorten Kristianstad i Kristianstads kommun och kyrkby i Vä socken i nordöstra Skåne, med cirka 2 500 invånare. Motorvägen på E22 som går mellan Kristianstad och Malmö går förbi Vä.
Namnet Vä kommer av forndanskans wæ som betecknar en helig plats, kultplats och motsvaras av det fornsvenska vi, isländska vé, helgedom, och ortnamnet skrevs under 1100-talet bland annat Wæe och We, med det tidigaste belägget från 1170, Wæ.

## Historik
Bebyggelse har funnits sedan det första århundradet e.Kr. och staden grundades sannolikt på 1100-talet på kungligt initiativ genom att marken tillhörde konunglev (kungamaktens egendomar). En bidragande orsak till stadsbildandet kan vara att ett så kallat premonstratenskloster förlades till Vä 1170, som dock efter en brand 1213 flyttades till Bäckaskog.
Under den danska tiden hade Vä stadsrättigheter, omnämnd som stad från 1250-talet. Men redan under tidigt 1200-tal omnämndes Vä i kung Valdemars Jordebok. Staden blomstrade under medeltiden, och viktiga näringar var bland annat järn- och metallhantering. Vä var även berömt för sina silversmeder. 1452 brändes staden av Karl Knutsson (Bonde) i samband med dennes härjnings- och plundringståg i Skåne, och 1509 av Svante Nilsson (Sture), 1569 av hertig Karl (senare Karl IX), och till grunden på nytt 1612, under Kalmarkriget, av Gustav II Adolf (som skrev; "Vi har grasserat, skövlat, bränt och ihjälslagit alldeles efter vår egen vilja"), vilket fick den danske kungen Kristian IV att i maj 1614 utfärda fundationsbrev och grunda Kristianstad på Allö i Helge å, samt flytta det som fanns kvar av Vä och Åhus dit.
Mariakyrkan i Vä är från 1100-talet. Sankta Gertruds kyrkoruin är från ett kapell byggt på 1400-talet och troligen förstört i samband med att Gustav II Adolf förstörde staden 1612. I södra delen av Vä finns även ruinerna efter stadens senmedeltida helgeandshus, vilket instiftades 1481.

### Befolkningsutveckling
| Befolkningsutvecklingen i Vä 1900–1970                                       | Befolkningsutvecklingen i Vä 1900–1970 | Befolkningsutvecklingen i Vä 1900–1970 | Befolkningsutvecklingen i Vä 1900–1970 | Befolkningsutvecklingen i Vä 1900–1970 |
| ---------------------------------------------------------------------------- | -------------------------------------- | -------------------------------------- | -------------------------------------- | -------------------------------------- |
|                                                                              |                                        |                                        |                                        |                                        |
| År                                                                           |                                        |                                        | Folkmängd                              |                                        |
| 1900                                                                         | 1900                                   |                                        | 983                                    | †                                      |
| 1960                                                                         | 1960                                   |                                        | 1 015                                  |                                        |
| 1965                                                                         | 1965                                   |                                        | 1 363                                  |                                        |
| 1970                                                                         | 1970                                   |                                        | 1 766                                  |                                        |
| Anm.: Sammanvuxen med Kristianstad 1975 † Som köpingsliknande samhälle 1900. |                                        |                                        |                                        |                                        |